# 17-es busz (Miskolc)
A miskolci 17-es autóbusz 1976 és 2006 között közlekedett, a Tiszai pályaudvar és a Vízitelepek voltak a végállomásai. 1978-ban rossz útviszonyok miatt nem közlekedett. A járatot szóló buszok látták el. A viszonylat a 2006-os racionalizálás során megszűnt.